# محوطه دولاب زا
محوطه دولاب زا مربوط به دوران‌های تاریخی پس از اسلام است و در شهرستان کهگیلویه، روستای دولاب زا واقع شده و این اثر در تاریخ ۲۴ فروردین ۱۳۸۲ با شمارهٔ ثبت ۸۳۰۸ به‌عنوان یکی از آثار ملی ایران به ثبت رسیده است.